# FAR Rabat
El Association Sportive des Forces Armées Royales de Rabat (en árabe: نادي الجيش الملكي‎),(en español Asociación Deportiva Fuerzas Armadas Reales de Rabat), más conocido como FAR Rabat o AS FAR, es una entidad polideportiva militar de la ciudad de Rabat-Salé, Fue fundado por el Rey de Marruecos Hassan II en 1958, y participa en la Liga de Fútbol de Marruecos.

## Jugadores

### Jugadores destacados
| - Driss Bamous - Allal Ben Kassou - Abdelkrim El Hadrioui - Mohammad El Mahiri - Mohcine Bouhlal - Youssef Kaddioui - Abderrazak Khairi - Abdeslam Laghrissi - Salaheddine Saidi - Mohamed Timoumi - Abdallah Bakha - Feu Bakhti Khalifa - Abdelmalek Laâziz - Abdelouahed Chemmami - Ahmed Ajeddou | - Ali Bouab - Aziz Samadi - Brahim El Bahri - El Houssaine Ouchla - Hakim Ajraoui - Hamadi Hmidouch - Hicham Zerouali - Hassan El Mouataz - Houcine Zemmouri - Housni Benslimane - Lahcen Anaflous - Lahcen Ouaddani - Mohamed Ammari - Mohamed Chtouki - Mohamed Fadli | - Mohamed Foulouh - Khalil Boudraa - Saad Dahhan - Salaheddine Hmied - Tarik El Jarmouni - Abdeslam El Hadri |

## Palmarés
En negrita aparecen los torneos vigentes.
| Competición Nacional (29)    | Títulos                                                                         | Subcampeonatos                           |
| ---------------------------- | ------------------------------------------------------------------------------- | ---------------------------------------- |
| Botola Pro1 (13/7)           | 1961, 1962, 1963, 1964, 1967, 1968, 1970, 1984, 1987, 1989, 2005, 2008, 2023    | 1960, 1971, 1991, 2004, 2006, 2007, 2013 |
| Copa del Trono (12/6)        | 1959, 1971, 1984, 1985, 1986, 1999, 2003, 2004, 2007, 2008, 2009, 2020 (Récord) | 1988, 1990, 1996, 1998, 2012, 2023       |
| Supercopa de Marruecos (4/0) | 1959, 1961, 1962, 1963 (Récord)                                                 |                                          |
| Botola Pro2 (1)              | 1959                                                                            |                                          |

| Competición Internacional (2)      | Títulos | Subcampeonatos |
| ---------------------------------- | ------- | -------------- |
| Liga de Campeones de la CAF (1/0)  | 1985    |                |
| Copa Confederación de la CAF (1/1) | 2005    | 2006           |
| Supercopa de la CAF (0/1)          |         | 2006           |
| Recopa Africana (0/1)              |         | 1997           |
| Copa Afroasiática (0/1)            |         | 1986           |

## Participación en competiciones de la CAF
| Temporada | Torneo                            | Ronda             | Club                   | Local        | Visita       | Global       |
| --------- | --------------------------------- | ----------------- | ---------------------- | ------------ | ------------ | ------------ |
| 1968      | Copa Africana de Clubes Campeones | Primera Ronda     | AS Foyer               | 2-0          | 1-0          | 3-0          |
| 1968      | Copa Africana de Clubes Campeones | Cuartos de final  | Stationery Stores      | 1-0          | 1-2          | 2-2 (v.)     |
| 1968      | Copa Africana de Clubes Campeones | Semifinales       | Englebert              | 1-3          | 1-1          | 2-4          |
| 1985      | Copa Africana de Clubes Campeones | Primera Ronda     | Gambia Ports Authority | 8-0          | w/o 1        | 10-0         |
| 1985      | Copa Africana de Clubes Campeones | Segunda Ronda     | CA Bizertin            | 0-1          | 4-1          | 4-2          |
| 1985      | Copa Africana de Clubes Campeones | Cuartos de final  | Kaloum Star            | 3-0          | 0-3          | 3-3 (3-1 p.) |
| 1985      | Copa Africana de Clubes Campeones | Semifinales       | Zamalek                | 1-0          | 0-1          | 1-1 (4-3 p.) |
| 1985      | Copa Africana de Clubes Campeones | Final             | AS Bilima              | 5-2          | 1-1          | 6-3          |
| 1986      | Copa Afroasiática                 | Final             | Daewoo Royals          | 0-2          | 0-2          | 0-2          |
| 1986      | Copa Africana de Clubes Campeones | Primera Ronda     | SCAF Tocages           | 6-1          | 1-0          | 7-1          |
| 1986      | Copa Africana de Clubes Campeones | Segunda Ronda     | Canon Yaoundé          | 1-0          | 0-2          | 1-2          |
| 1987      | Recopa Africana                   | Primera Ronda     | Stade Malien           | 4-0          | 1-0          | 5-0          |
| 1987      | Recopa Africana                   | Segunda Ronda     | WKF Collo              | 5-1          | 2-3          | 7-4          |
| 1987      | Recopa Africana                   | Cuartos de final  | Espérace de Tunis      | 1-0          | 1-3          | 2-3          |
| 1988      | Copa Africana de Clubes Campeones | Primera Ronda     | Invincible Eleven      | 0-0          | 1-0          | 1-0          |
| 1988      | Copa Africana de Clubes Campeones | Segunda Ronda     | ASC Police             | 5-0          | 1-2          | 6-2          |
| 1988      | Copa Africana de Clubes Campeones | Cuartos de final  | Al-Hilal Omdurmán      | 3-0          | 0-1          | 3-1          |
| 1988      | Copa Africana de Clubes Campeones | Semifinales       | Heartland              | 4-1          | 1-4          | 5-5 (3-5 p.) |
| 1990      | Copa Africana de Clubes Campeones | Primera Ronda     | Kaloum Star            | 4-0          | 1-1          | 5-1          |
| 1990      | Copa Africana de Clubes Campeones | Segunda Ronda     | Asante Kotoko          | 3-3          | 0-1          | 3-4          |
| 1997      | Recopa Africana                   | Primera Ronda     | Real Bamako            | 4-1          | 0-1          | 4-2          |
| 1997      | Recopa Africana                   | Segunda Ronda     | 105 Libreville         | 2-0          | 0-2          | 2-2 (3-4 p.) |
| 1997      | Recopa Africana                   | Cuartos de final  | MC Oran                | 2-0          | 1-1          | 3-1          |
| 1997      | Recopa Africana                   | Semifinales       | Saint-Louisienne       | 3-0          | 2-2          | 5-2          |
| 1997      | Recopa Africana                   | Final             | Étoile du Sahel        | 1-0          | 0-2          | 1-2          |
| 1999      | Recopa Africana                   | Primera Ronda     | ASC Yeggo              | 2-0          | 0-1          | 2-1          |
| 1999      | Recopa Africana                   | Segunda Ronda     | Wikki Tourists         | 1-0          | 2-0          | 3-0          |
| 1999      | Recopa Africana                   | Cuartos de final  | Africa Sports          | 1-1          | 0-1          | 1-2          |
| 2000      | Recopa Africana                   | Primera Ronda     | Étoile Filante         | 1-0          | 0-0          | 1-0          |
| 2000      | Recopa Africana                   | Segunda Ronda     | Rayon Sport            | 1-0          | 1-2          | 2-2 (v.)     |
| 2000      | Recopa Africana                   | Cuartos de final  | Saint-Louisienne       | 1-1          | 1-1          | 2-2 (5-4 p.) |
| 2001      | Recopa Africana                   | Primera Ronda     | Al-Hilal Benghazi      | 2-0          | 0-1          | 2-1          |
| 2001      | Recopa Africana                   | Segunda Ronda     | AO Ebizo               | 3-1          | 0-2          | 3-3 (v.)     |
| 2004      | Copa Confederación de la CAF      | Primera Ronda     | Olympic                | 3-1          | 3-0          | 6-1          |
| 2004      | Copa Confederación de la CAF      | Segunda Ronda     | Club Africain          | 0-0          | 1-1          | 1-1 (v.)     |
| 2004      | Copa Confederación de la CAF      | Tercera Ronda     | Petro Atlético         | 0-1          | 0-0          | 0-1          |
| 2005      | Liga de Campeones de la CAF       | Primera Ronda     | ASC Ksar               | 4-0          | 0-1          | 4-1          |
| 2005      | Liga de Campeones de la CAF       | Segunda Ronda     | Asante Kotoko          | 2-0          | 0-1          | 2-1          |
| 2005      | Liga de Campeones de la CAF       | Tercera Ronda     | Étoile du Sahel        | 1-0          | 0-2          | 1-2          |
| 2005      | Copa Confederación de la CAF      | Ronda de Play-Off | Enugu Rangers          | 1-0          | 1-2          | 2-2 (v.)     |
| 2005      | Copa Confederación de la CAF      | Grupos            | King Faisal Babes      | 2-1          | 2-1          | 1º lugar     |
| 2005      | Copa Confederación de la CAF      | Grupos            | AS Marsa               | 1-0          | 0-0          | 1º lugar     |
| 2005      | Copa Confederación de la CAF      | Grupos            | Fello Star             | 1-0          | 1-0          | 1º lugar     |
| 2005      | Copa Confederación de la CAF      | Final             | Dolphins               | 3-0          | 0-1          | 3-1          |
| 2006      | Supercopa de la CAF               | Final             | Al-Ahly                | 0–0 (2-4 p.) | 0–0 (2-4 p.) | 0-0          |
| 2006      | Liga de Campeones de la CAF       | Primera Ronda     | APR                    | 1-0          | 1-2          | 2-2 (v.)     |
| 2006      | Liga de Campeones de la CAF       | Segunda Ronda     | Sfaxien                | 0-1          | 1-1          | 1-2          |
| 2006      | Copa Confederación de la CAF      | Ronda de Play-Off | NA Hussein Dey         | 2-0          | 0-1          | 2-1          |
| 2006      | Copa Confederación de la CAF      | Fase de grupos    | OC Khouribga           | 2-1          | 0-2          | 1º lugar     |
| 2006      | Copa Confederación de la CAF      | Fase de grupos    | Interclube             | 2-0          | 2-0          | 1º lugar     |
| 2006      | Copa Confederación de la CAF      | Fase de grupos    | Petro Atlético         | 2-1          | 1-1          | 1º lugar     |
| 2006      | Copa Confederación de la CAF      | Final             | Étoile du Sahel        | 1-1          | 0-0          | 1-1 (v.)     |
| 2007      | Liga de Campeones de la CAF       | Primera Ronda     | Ashanti Gold SC        | 2-0          | 0-2          | 2-2 (7-6 p.) |
| 2007      | Liga de Campeones de la CAF       | Segunda Ronda     | Mazembe                | 2-0          | 0-1          | 2-1          |
| 2007      | Liga de Campeones de la CAF       | Fase de grupos    | Al-Ittihad             | 1-0          | 0-2          | 4º lugar     |
| 2007      | Liga de Campeones de la CAF       | Fase de grupos    | JS Kabylie             | 1-1          | 0-2          | 4º lugar     |
| 2007      | Liga de Campeones de la CAF       | Fase de grupos    | Étoile du Sahel        | 0-1          | 0-0          | 4º lugar     |
| 2008      | Liga de Campeones de la CAF       | Ronda Preliminar  | SC Praia               | 2-0          | 0-2          | 2-2 (4-5 p.) |
| 2009      | Liga de Campeones de la CAF       | Ronda Preliminar  | SC Praia               | 6-1          | 0-1          | 6-2          |
| 2009      | Liga de Campeones de la CAF       | Primera Ronda     | Heartland              | 1-3          | 1-1          | 2-4          |
| 2010      | Copa Confederación de la CAF      | Primera Ronda     | CR Belouizdad          | 1-1          | 0-1          | 1-2          |
| 2013      | Copa Confederación de la CAF      | Primera Ronda     | Al-Nasr Benghazi       | 1-0          | 1-1          | 2-1          |
| 2013      | Copa Confederación de la CAF      | Segunda Ronda     | Azam FC                | 2-1          | 0-0          | 2-1          |
| 2013      | Copa Confederación de la CAF      | Ronda de Play-Off | FUS Rabat              | 3-3          | 0-1          | 3-4          |
| 2014      | Liga de Campeones de la CAF       | Ronda Preliminar  | Real Bamako            | 2-2          | 1-1          | 3-3 (v.)     |
| 2021-22   | Copa Confederación de la CAF      | Primera Ronda     | Buffles du Borgou      | 3-1          | 0-0          | 3-1          |
| 2021-22   | Copa Confederación de la CAF      | Segunda Ronda     | JS Kabylie             | 0-1          | 1-2          | 1-3          |
| 2022-23   | Copa Confederación de la CAF      | Primera Ronda     | Remo Stars             | 1-1          | 1-0          | 2-1          |
| 2022-23   | Copa Confederación de la CAF      | Segunda Ronda     | Ashanti Golden Boys    | 4-0          | 1-0          | 5-0          |
| 2022-23   | Copa Confederación de la CAF      | Ronda de Play-Off | Djoliba                | 4-0          | 0-0          | 4-0          |
| 2022-23   | Copa Confederación de la CAF      | Fase de grupos    | Pyramids               | 1-0          | 2-2          | 1º lugar     |
| 2022-23   | Copa Confederación de la CAF      | Fase de grupos    | Future                 | 2-0          | 3-0          | 1º lugar     |
| 2022-23   | Copa Confederación de la CAF      | Fase de grupos    | ASKO Kara              | 5-1          | 1-1          | 1º lugar     |
| 2022-23   | Copa Confederación de la CAF      | Cuartos de final  | USM Alger              | 3-2          | 0-2          | 3-4          |
| 2023-24   | Liga de Campeones de la CAF       | Primera Ronda     | ASKO Kara              | 7-0          | 1-0          | 8-0          |
| 2023-24   | Liga de Campeones de la CAF       | Segunda Ronda     | Etoile du Sahel        | 1-2          | 0-1          | 1-3          |

1- Ports Authority fue descalificado y se le acreditó al victoria al FAR Rabat 2-0.

## Galería

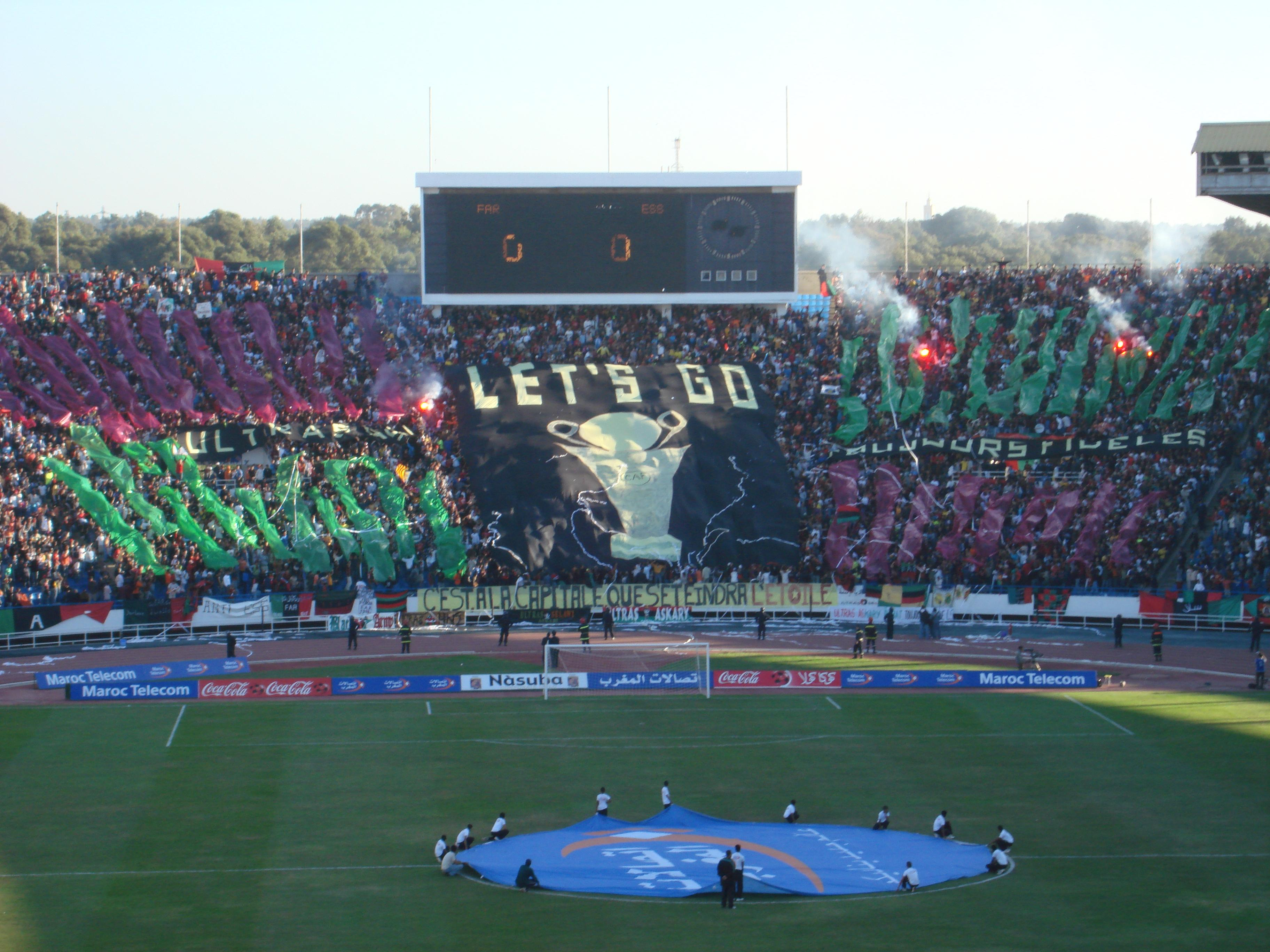
Tifo del Ultras Askary, Copa Confederación de la CAF 2006.
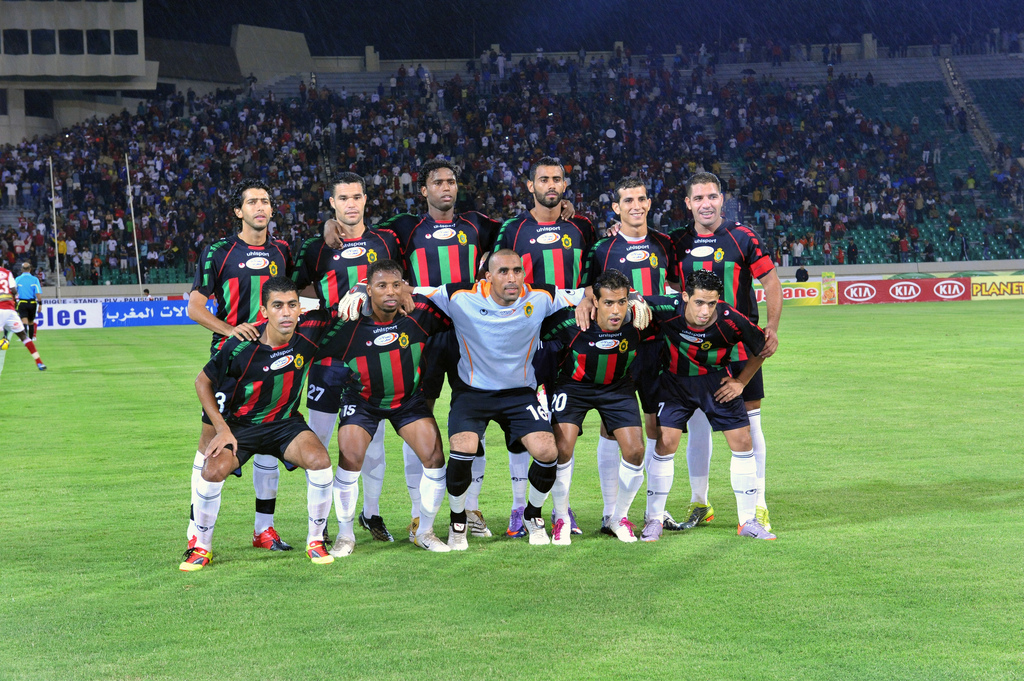
Partido ante el WAC Casablanca en septiembre de 2010.
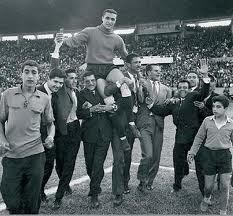
El portero Housni Benslimane ganando su primera Copa del Trono en la temporada 1958–59.
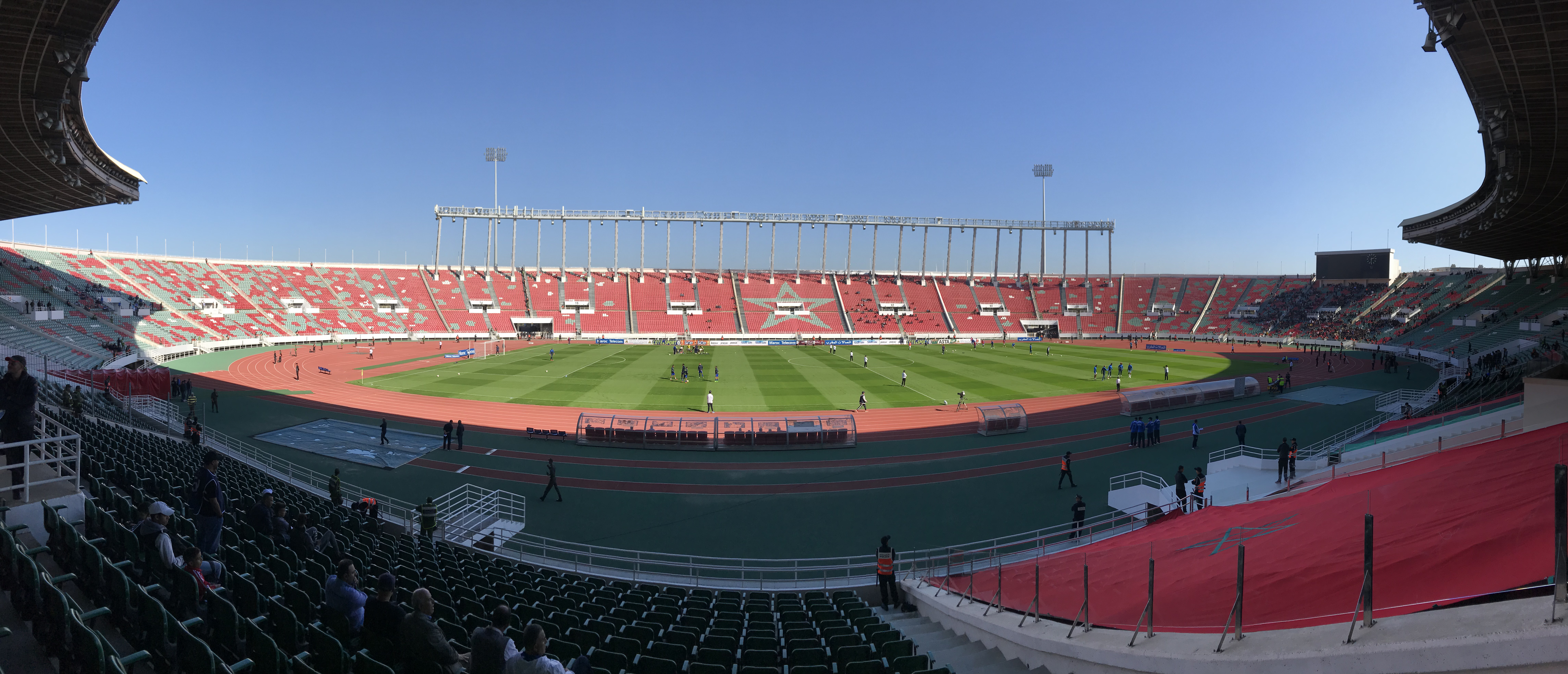
Estadio Príncipe Moulay Abdellah.
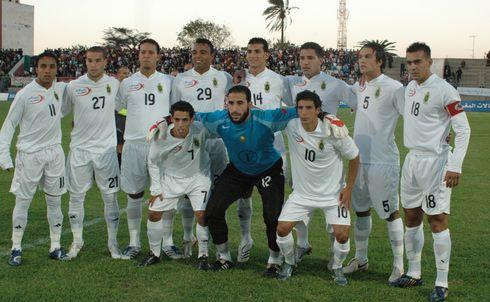
El FAR Rabat que ganó la liga y la copa nacional en la temporada 2007-08.
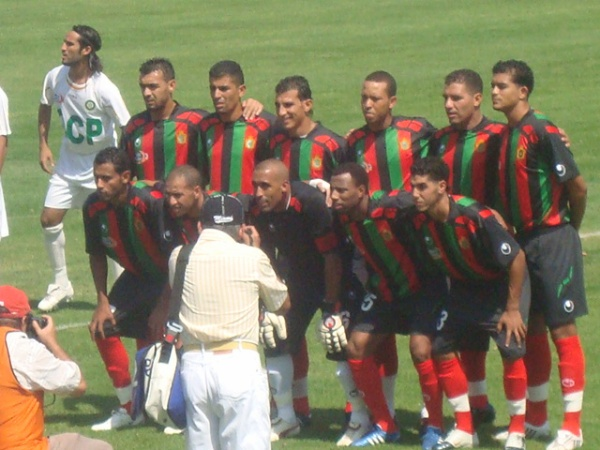
El FAR Rabat de la temporada 2009–10.
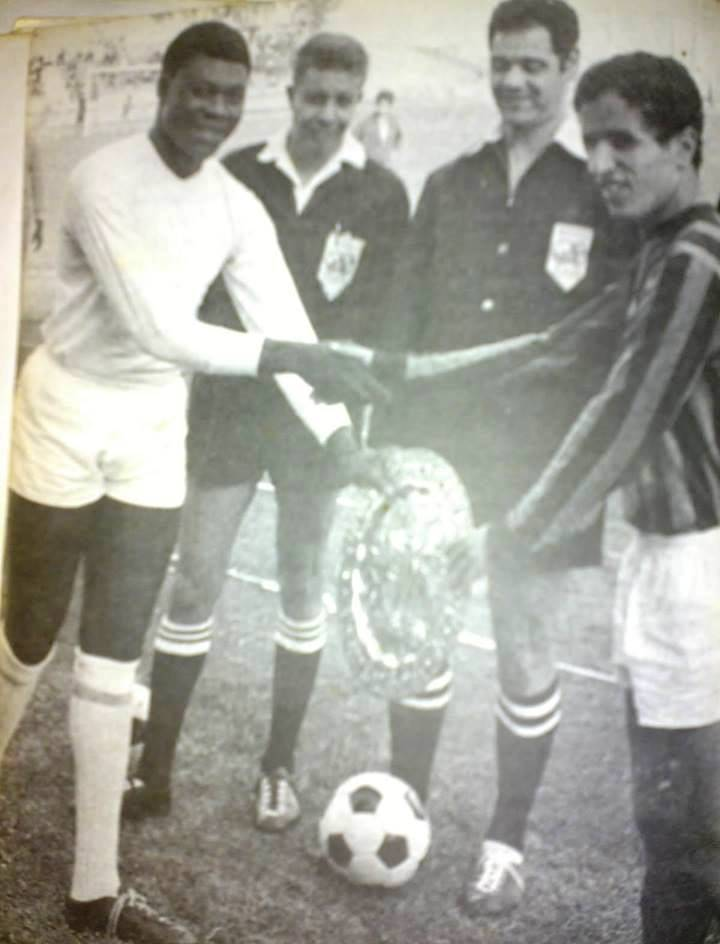
Pierre Kalala y Driss Bamous en el partido por las semifinales de la Copa Africana de Clubes Campeones 1968 en enero de 1969 entre FAR Rabat y TP Englebert en Casablanca.
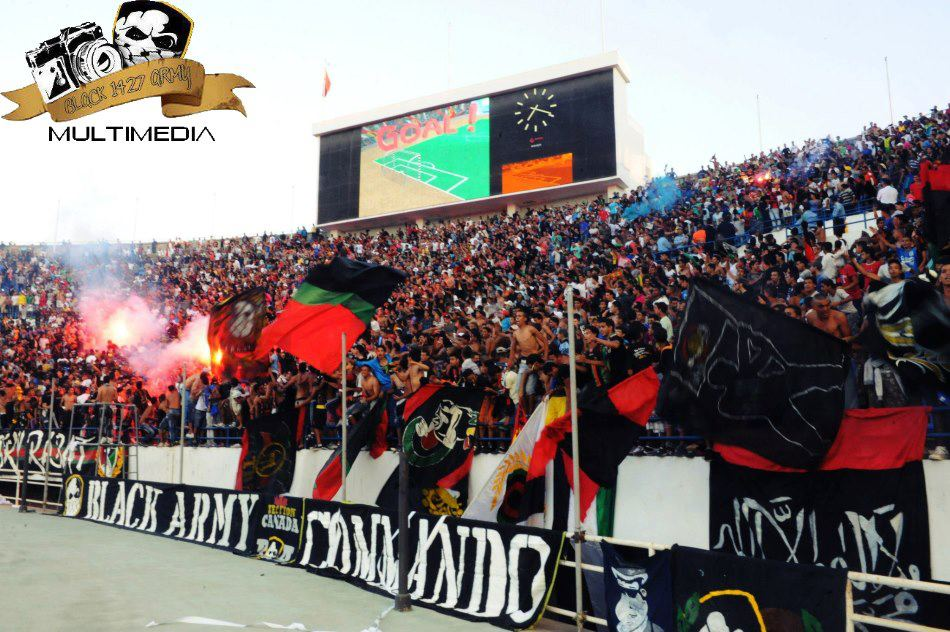
Curva chè ante el WAC Casablanca.
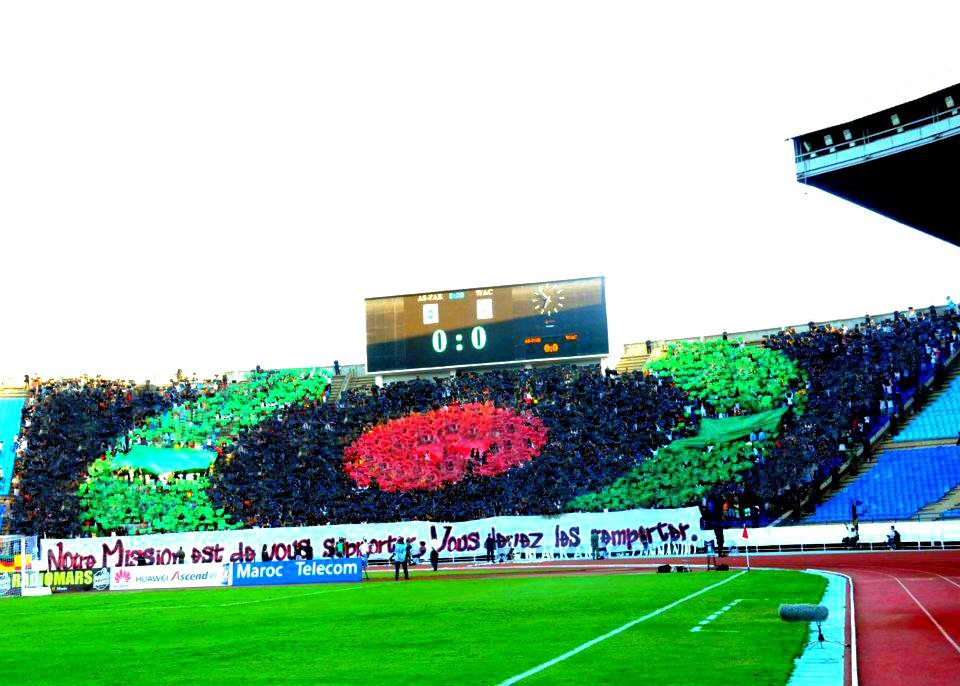
Tifo Ultras Black Army.
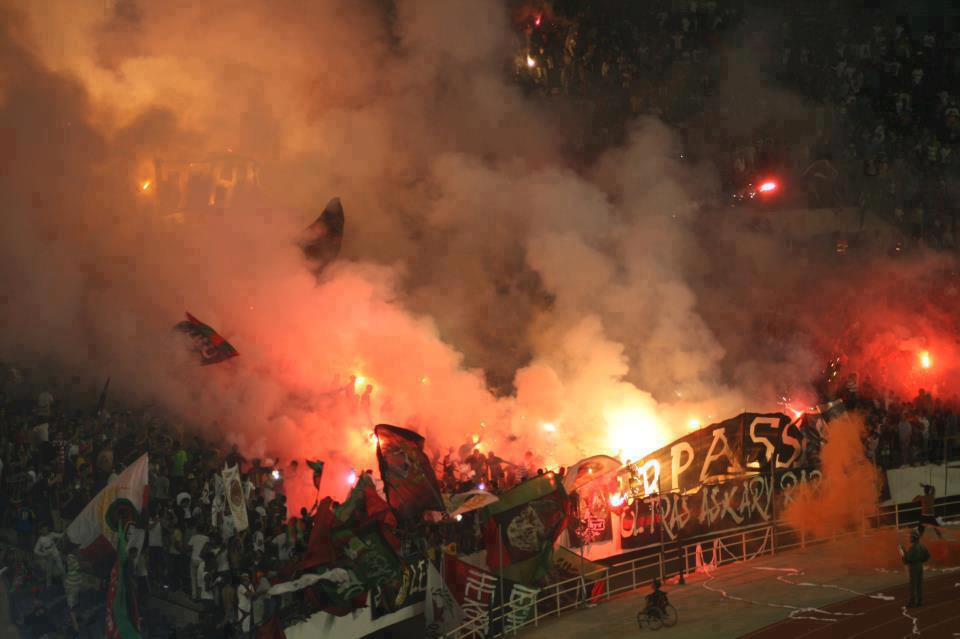
Pyroshow Ultras Askary ante el WAC Casablanca.
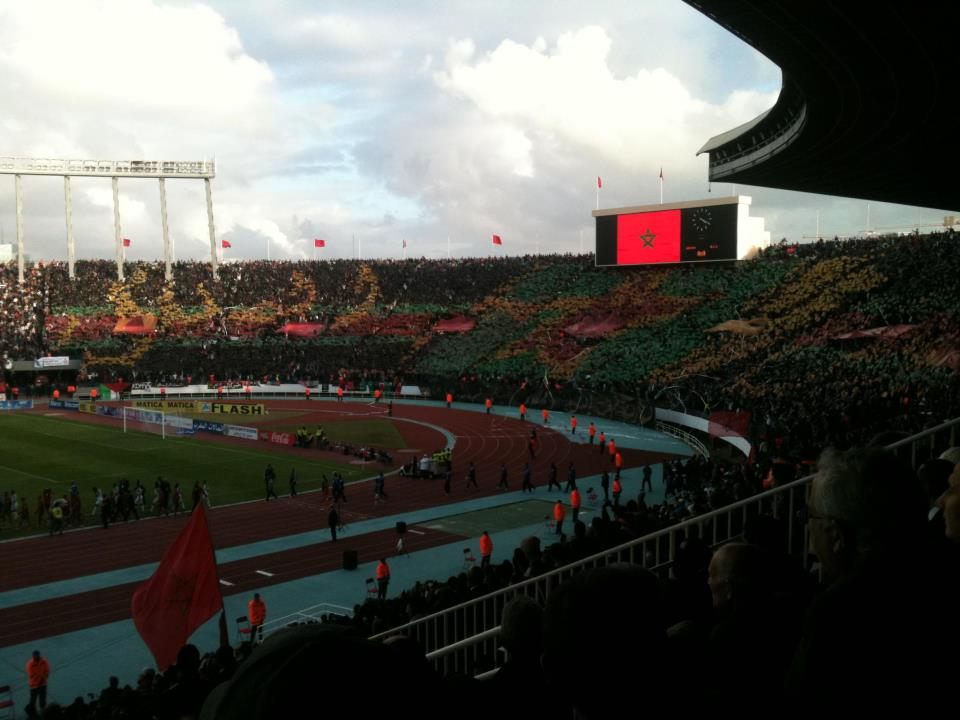
Tifo Ultras Askary antes de la final de la Coupe de Trône.